# Place Montréal Trust
La Place Montréal Trust est un centre commercial du centre-ville de Montréal. Il est accessible de l'avenue McGill College et de la rue Sainte-Catherine, ainsi que du Montréal souterrain. Il a ouvert ses portes en 1988, avec plus de 320 000 pi2 (29 729 m2) d'espace louable, et accueille plus de 14 millions  de visiteurs par année. Une fontaine de cuivre avec un jet de plus de 30 mètres et haute de 5 étages est la plus haute fontaine intérieure en Amérique du Nord.
Un gratte-ciel, la Tour Bell Média, sise au 1800 avenue McGill College, est intégré au complexe.

## Historique

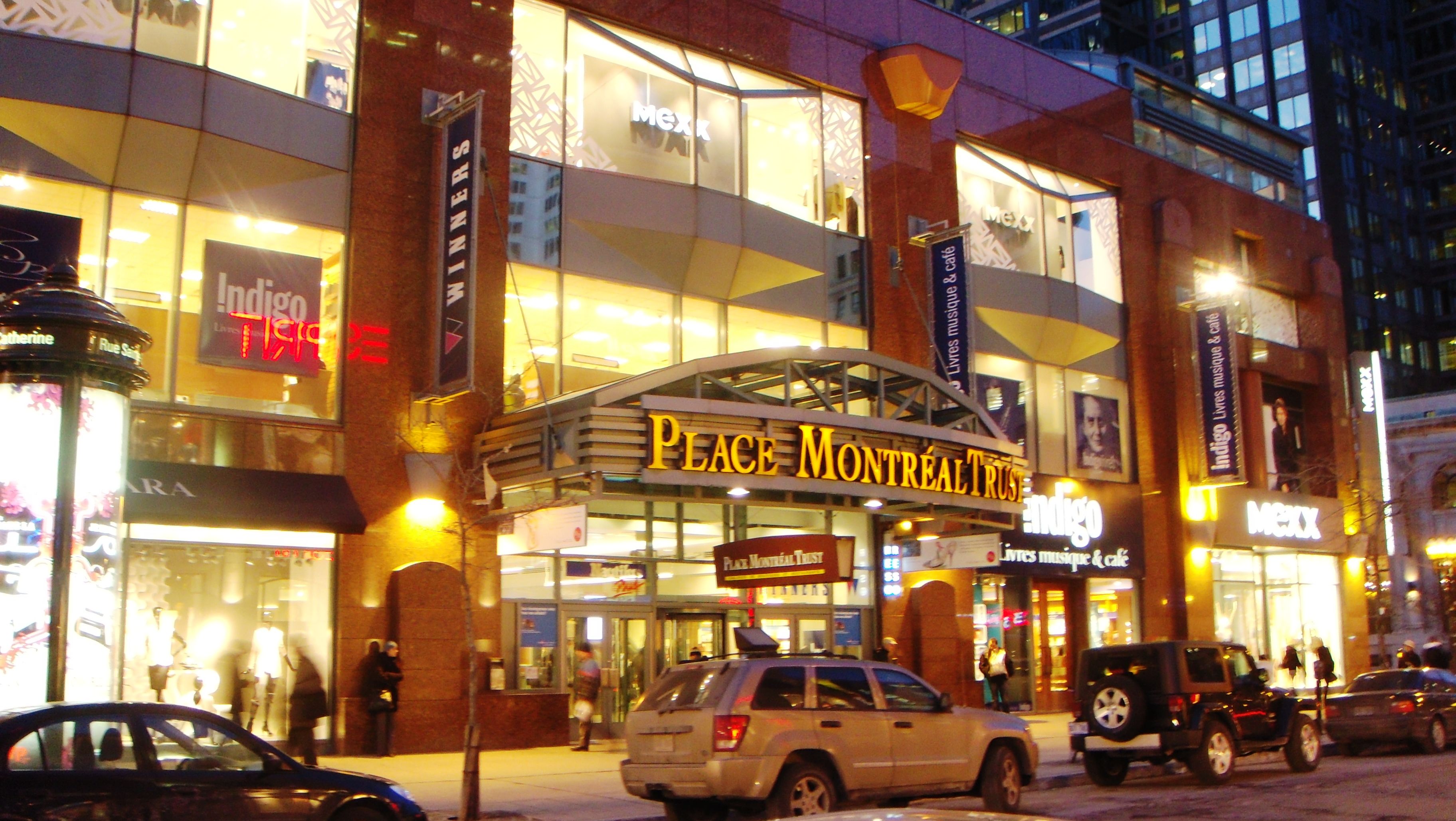
Place Montréal trust en 2009, Canada.

La Place Montréal Trust devait avoir, au départ, une salle de concert dans la mezzanine et au niveau sous-sol. Ce concept comportait une tour à bureaux qui aurait obstrué une partie de la vue sur le Mont-Royal à partir de l'Avenue McGill College. Le plan s'est vu contesté auprès de l'opinion publique, incluant l'activiste architecturale Phyllis Lambert, membre du conseil d'administration de Cadillac Fairview, qui a alors participé aux manifestations contre les plans de sa propre compagnie. L'idée d'une salle de concert a été abandonnée pour être remplacée par un concept pour la Place Montréal Trust qui incluait un arrière plus large ainsi qu'un élargissement de l'Avenue McGill College. 
Le centre commercial Place Montréal Trust a été ouvert par Cadillac Fairview le 30 mars en 1988. À l'époque, Cadillac Fairview a fait la promotion de son centre comme faisant partie d'une de ses cinq «centres de mode» qui incluaient les Promenades St-Bruno, le Fairview Pointe-Claire, le Carrefour Laval et les Galeries d'Anjou,.
En août 1995, Ivanhoe Inc (maintenant Ivanhoé Cambridge) est devenu gestionnaire du centre commercial, alors que Cadillac Fairview continuait d'être le gestionnaire de la tour à bureaux.
Le 7 juillet 1999, Ivanhoe a acquis 100 % de la Place Montréal Trust lors d'une transaction de 200 millions $ incluant d'autres propriétés, afin d'intégrer la Place Montréal Trust comme élément-clé du plan de revitalisation du centre-ville de Montréal.
En juillet 1998, la Place Montréal Trust accueilla un restaurant de la chaîne Planet Hollywood. Son entrée était située sur le coin nord-ouest de la Rue Sainte-Catherine ainsi qu'au troisième étage du centre commercial. Le restaurant fonctionnait bien durant sa première année mais finit par fermer en septembre 2001. Son espace a depuis été subdivisé et remplacé par des boutiques.

## Atrium et fontaine
L'atrium de la Place Montréal Trust permet l'usage maximal de lumière naturelle et comprend aussi une gigantesque fontaine d'eau en cuivre. Son jet d'eau de 30 mètres est la plus haute en Amérique du Nord. Durant le temps des Fêtes, elle est accompagnée d'un géant sapin de Noël illuminé aussi haut que la fontaine.
Le centre d'achats s'étend sur 320 000 pi2 (29 729 m2) et attire 14 millions de visiteurs annuellement.

## Magasins principaux
| Nom                    | No. d'étages | Superficie            | Notes |
| ---------------------- | ------------ | --------------------- | ----- |
| Indigo Books and Music | 2            | 31 777 pi2 (2 952 m2) |       |
| Zara                   | 2            | 23 526 pi2 (2 186 m2) |       |
| Winners                | 1            | 35 173 pi2 (3 268 m2) |       |

## Transports
La Place Montréal Trust est reliée au Montréal souterrain, entre le Carrefour Industrielle Alliance à l'ouest et le Centre Eaton à l'est. 
La station de métro la plus proche est McGill.

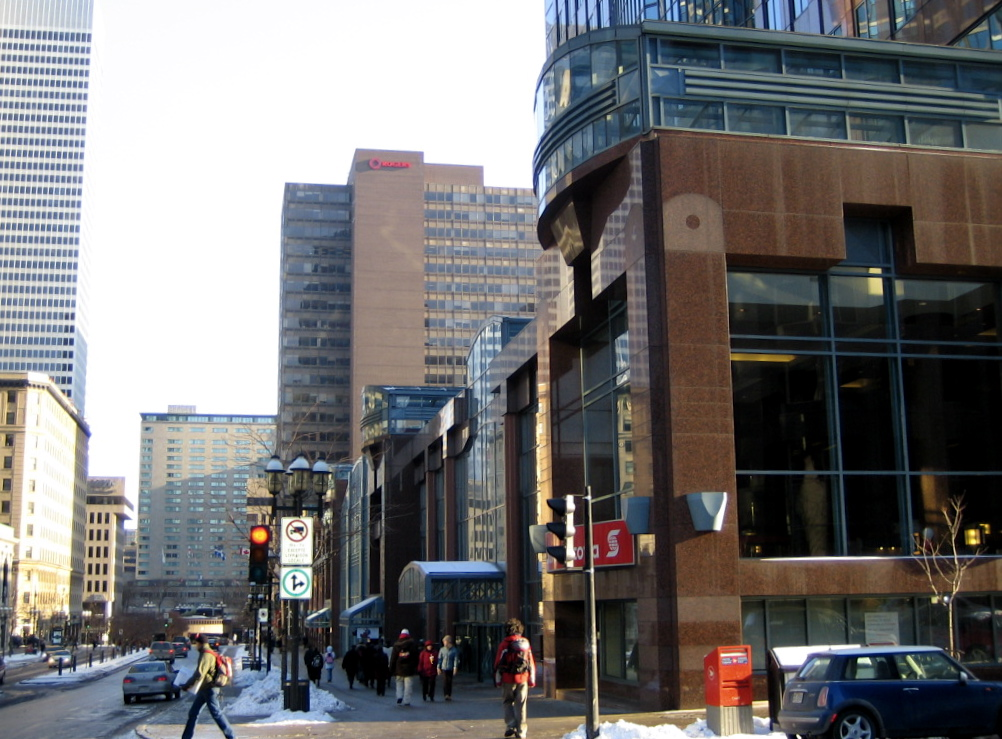
Vue de l'avenue McGill College
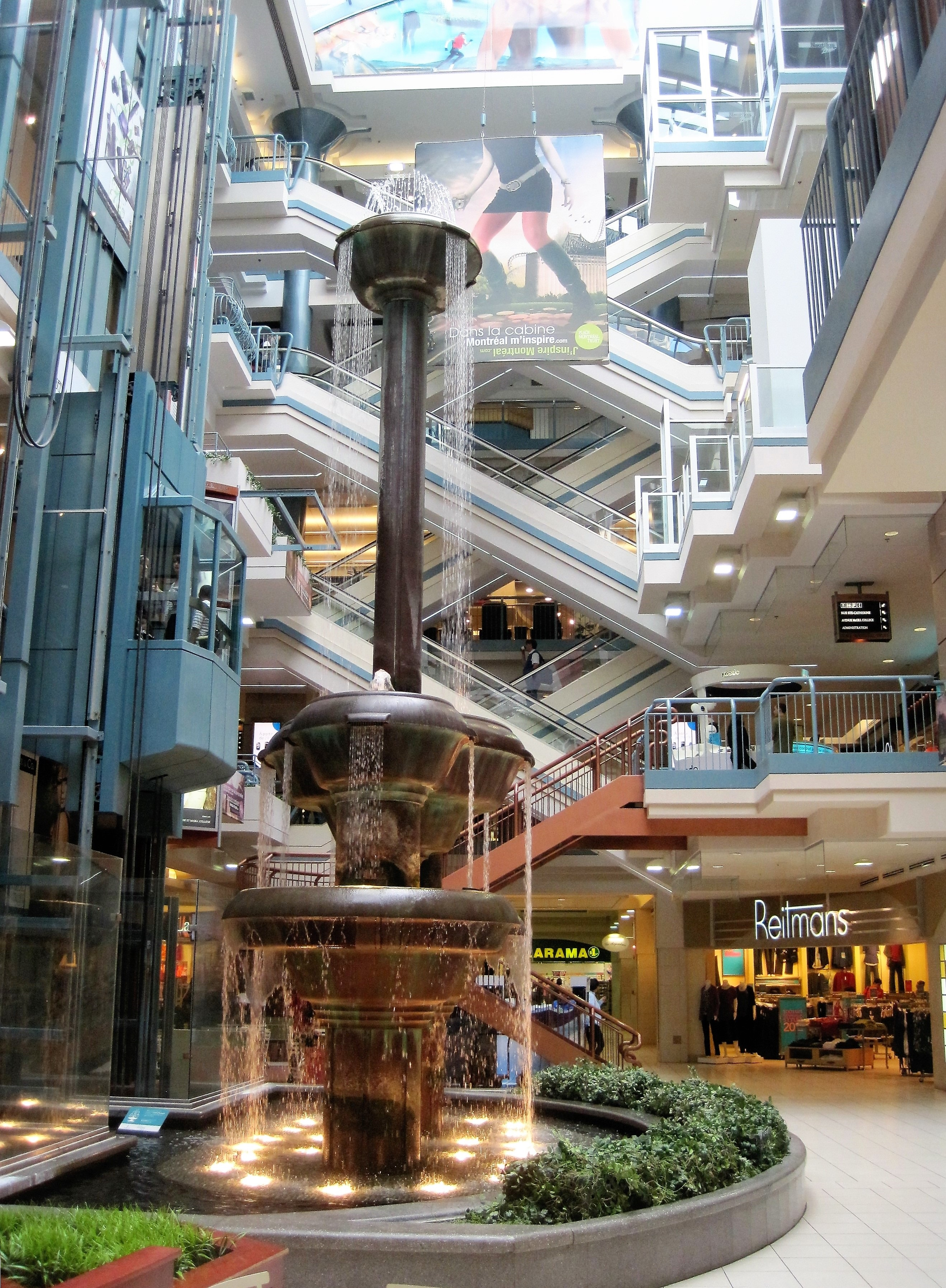
Fontaine dans la cour intérieure
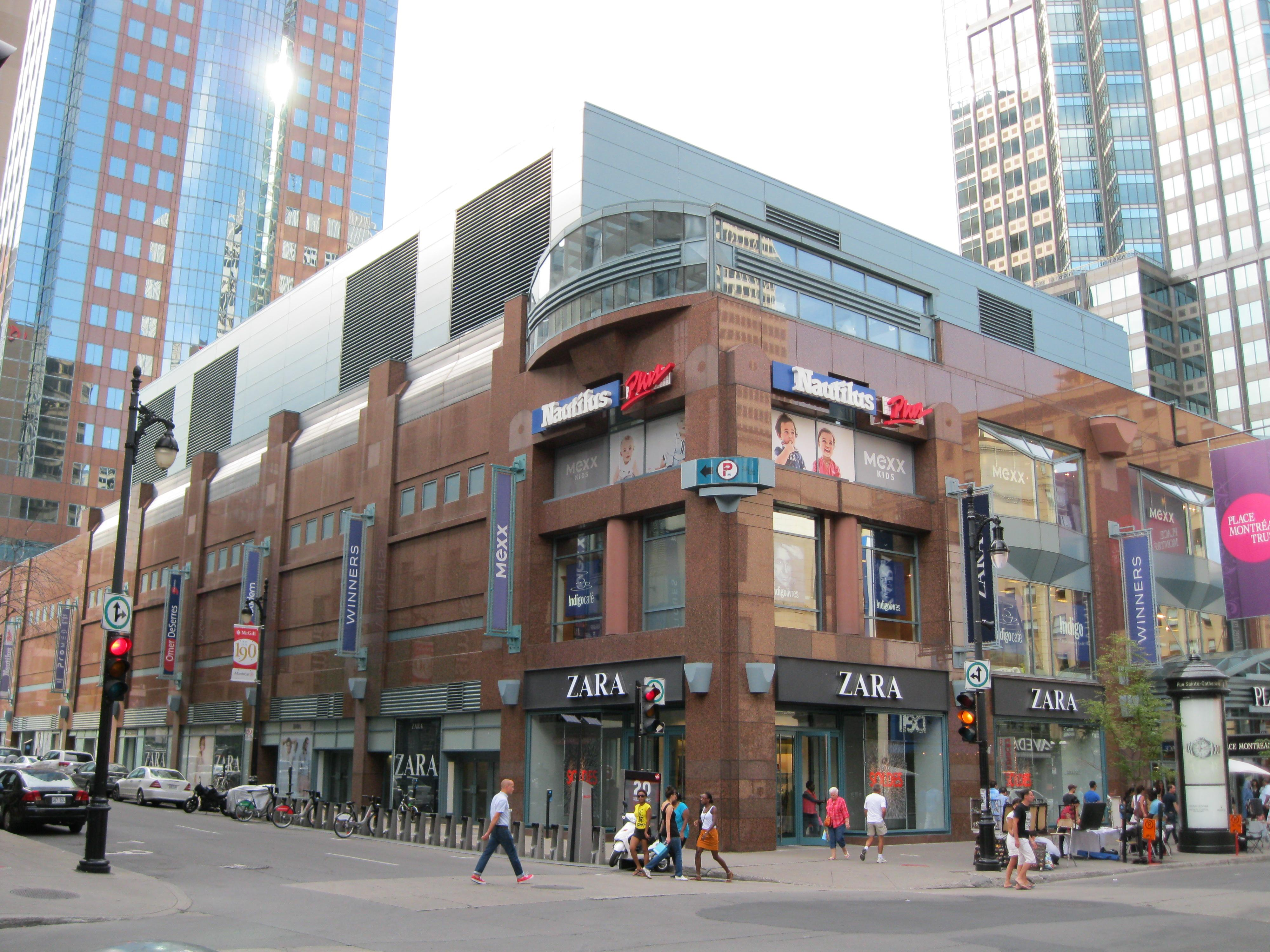
Vue de l'intersection des rues Mansfield et Sainte-Catherine